# Konchur, Chitapur
Konchur là một làng thuộc tehsil Chitapur, huyện Gulbarga, bang Karnataka, Ấn Độ.